# Elisabeth von Braunschweig-Wolfenbüttel (1593–1650)

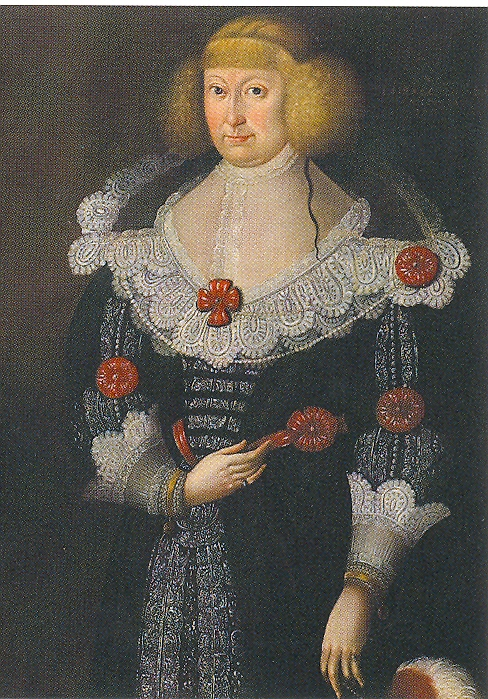
Elisabeth von Braunschweig-Wolfenbüttel, Herzogin von Sachsen-Altenburg

Elisabeth von Braunschweig-Wolfenbüttel (* 23. Juni 1593 in Wolfenbüttel; † 25. März 1650 in Altenburg) war eine Prinzessin von Braunschweig-Wolfenbüttel und durch Heirat Herzogin von Sachsen-Altenburg.

## Leben
Elisabeth war eine Tochter des Herzogs Heinrich Julius von Braunschweig-Wolfenbüttel (1564–1613) aus dessen zweiter Ehe mit Elisabeth (1573–1626), ältester Tochter des Königs Friedrich II. von Dänemark.
Elisabeth heiratete in erster Ehe am 1. Januar 1612 in Dresden Herzog August von Sachsen (1589–1615), den Verweser des Bistums Naumburg, der nach dreijähriger Ehe erst 26-jährig plötzlich starb.
Elisabeths zweiter Ehemann wurde am 25. Oktober 1618 in Altenburg Herzog Johann Philipp von Sachsen-Altenburg (1597–1639).
Elisabeth wurde in der Altenburger Brüderkirche beigesetzt, der sie einen Pokal gestiftet hatte. Der Wahlspruch der Herzogin, die sowohl mit einem Albertiner als auch einem Ernestiner verheiratet war, lautete: All mein Vergnügen ist in Gott. Von Elisabeth existiert ein ovales Golddukatenstück, dessen Avers ihr Brustbild zeigt und auf dessen Revers ein gekröntes E dargestellt ist. Unter dem Namen Die Fromme war Elisabeth Mitglied der Tugendlichen Gesellschaft.

## Nachkommen
Aus ihrer zweiten Ehe hatte Elisabeth eine Tochter:
- Elisabeth Sophia (1619–1680)

⚭ 1636 Herzog Ernst I. von Sachsen-Gotha (1601–1675)